# Cournonsec
Cournonsec település Franciaországban, Hérault megyében. Lakosainak száma 3583 fő (2022. január 1.). Cournonsec Cournonterral, Fabrègues, Gigean és Montbazin községekkel határos.

## Népesség
A település népességének változása:
| Lakosok száma | 555  | 856  | 1122 | 2101 | 2962 | 3234 | 3397 | 3454 | 3517 | 3583 |
|               | 1968 | 1982 | 1990 | 2006 | 2013 | 2015 | 2017 | 2019 | 2020 | 2022 |